# Voitsbergi járás
A Voitsbergi járás Ausztriában, Stájerország tartományban található. Voitsbergi járás Graz-környéki, Deutschlandsbergi, Wolfsbergi és Murtali járásokkal határos. Lakosainak száma 51 330 fő (2017. december 31.).

## A járáshoz tartozó települések
- Bärnbach
- Edelschrott
- Gallmannsegg
- Geistthal
- Gößnitz
- Graden
- Hirschegg
- Kainach bei Voitsberg
- Köflach
- Kohlschwarz
- Krottendorf-Gaisfeld
- Ligist
- Maria Lankowitz
- Modriach
- Mooskirchen
- Pack
- Piberegg
- Rosental an der Kainach
- Salla
- Sankt Johann-Köppling
- Sankt Martin am Wöllmißberg
- Söding
- Södingberg
- Stallhofen
- Voitsberg
- Geistthal-Södingberg
- Hirschegg-Pack
- Söding-Sankt Johann